# Xistrella aruna
Xistrella aruna är en insektsart som beskrevs av Sigfrid Ingrisch 2001. Xistrella aruna ingår i släktet Xistrella och familjen torngräshoppor. Inga underarter finns listade i Catalogue of Life.